# Glyphocarpa quadrata
Glyphocarpa quadrata là một loài rêu trong họ Bartramiaceae. Loài này được Hook. Schwägr. mô tả khoa học đầu tiên năm 1824.